# Токантінс (річка)
Токантінс (порт. Rio Tocantins) — річка у Південній Америці, в центральній та північно-східній Бразилії (штати Гояс, Токантінс, Мараньян та Пара) — права притока річки Пара. Належить до водного басейну Атлантичного океану.

## Географія
Починає свою течію на гірських схилах Герал-ду-Паранан (центральна частина Бразильського нагір'я), приблизно за 150 км на захід — південний захід від столиці країни — Бразиліа. Тече із півдня на північ близько 2 699 км. До Амазонської низовини тече по гористій місцевості, утворюючи численні пороги, у тому числі пороги Гуаріба. Після виходу на рівнину стає судноплавною, ширшає і сповільнює свою течію після злиття із найбільшою своєю притокою Арагуая. Площа водного басейну становить понад 800 000 км². Середньорічний стік у гирлі становить 13 600 м³/с, за іншими даними 16 800. Вважається притокою Амазонки, хоча це не зовсім вірно, Амазонка і Токантінс створюють спільну дельту при впадінні в Атлантичний океан, зливаючись у рукав, що тече на півдні від острова Маражо, відомий як річка Пара, яка ще вважається правим рукавом дельти Амазонки. Токінтіс при впадінні у річку Пара створює широкий естуарій, ширина якого доходить до 17-18 км. Річка судноплавна протягом 350 км від гирла. На річці, поблизу міста Тукуруї було збудовано ГЕС Тукуруї загальною потужністю 8,340 МВт.

## Гідрологія
Спостереження за водним режимом річки проводилось протягом 12 років (1969–1981) на станції в місті Ітупіранґа, у штаті Пара. Середньорічна витрата води яка спостерігалася тут у цей період становила 11 364 м³/с для водного басейну 727 900 км², що становить близько 91% від загальної площі басейну річки. За період спостереження встановлено, що час повеней відбувається у сезон дощів і триває із січня по травень (підйом рівня води сягає — 7—9 м), межень з червня по грудень, абсолютний мінімальний місячний стік становив 1 775 м³/с, абсолютний максимальний місячний стік становив 50 033 м³/с (у березні 1980 року). Мінімальний середньомісячний стік за весь період спостереження становив 2 516,5 м³/с (у вересні), а максимальний середньомісячний — 25 628,0 м³/с (у березні).

## Притоки

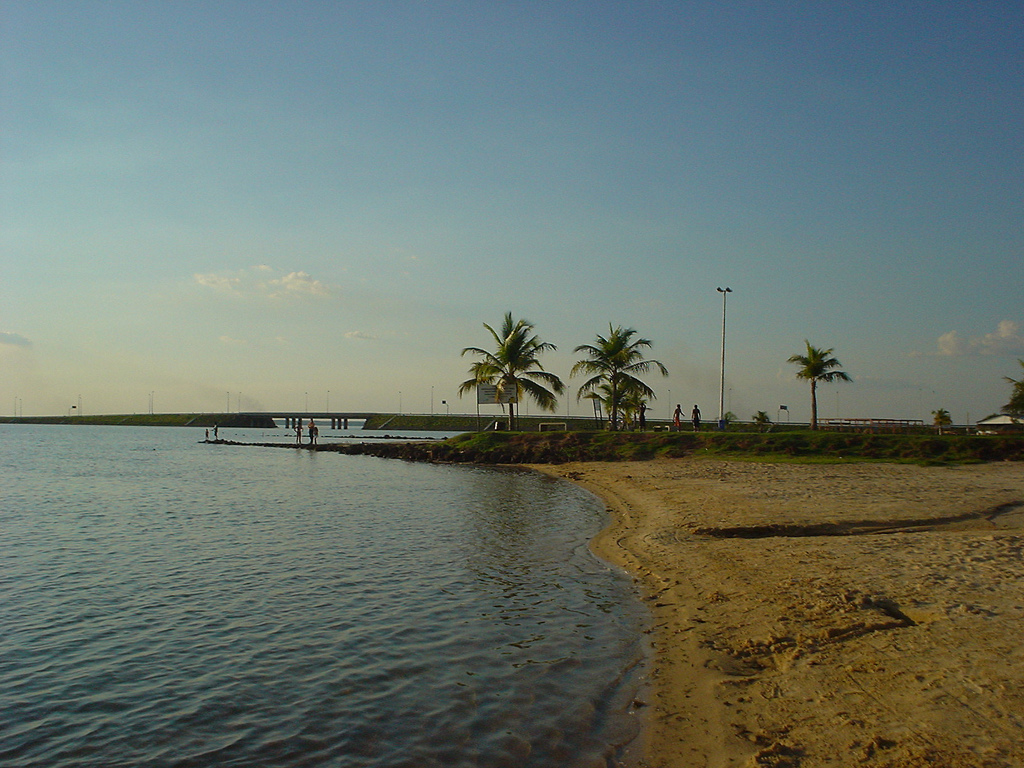
Річка Токантінс поблизу міста Палмас

Річка Токантінс на своєму шляху приймає воду багатьох приток, найбільші із них (від витоку до гирла):
- Мараньян (права)
- Алмас (ліва)
- Паранан (права)
- Санта-Тереза
- Мануель-Олвес (права)
- Соно (права)
- Арагуая (ліва)
- Ітакайна (ліва)

## Населені пункти
Найбільші населені пункти, які розташовані на річці Токантінс (від витоку до гирла):
- Колінс-ду-Сул (GO)
- Мінасу (GO)
- Паранан (TO)
- Сан-Салвадор-ду-Токантінс (TO)
- Пейші (TO)
- Порту-Насіунал (TO)
- Палмас (TO)
- Лажеаду (TO)
- Мірасема-ду-Токантінс (TO)
- Педру-Афонсу (TO)
- Кароліна (MA)
- Естрейту (MA)
- Токантінополіс (TO)
- Філадельфія (TO)
- Бабасуландія (TO)
- Порту-Франку (MA)
- Ітагуатінс (TO)
- Імператріс (MA)
- Мараба (PA)
- Ітупіранга (PA)
- Тукуруї (PA)
- Абаететуба (PA)
- Белен (PA)
- Бреу-Бранку (PA)
- Байан (PA)
- Камета (PA)
- Мокажуба (PA)

## Фауна
Басейн річки Токантінс (який включає в себе річку Арагуая) є домом для кількох видів великих водних ссавців, таких як амазонський ламантин, інія арагуайська і тукуші, та великих рептилій, таких як чорний кайман, крокодиловий кайман і тракакса.
У басейні річки Токантінс багато видів риб, хоча в басейні Амазонки їх значно більше. Було зареєстровано понад 350 видів риб, у тому числі понад 175 ендеміків. Найбільш багаті видами родини — це харацинові, лорікарієві і ривулові. Хоча більшість видів переважно має амазонське походження, є також деякі види, які демонструють зв'язок з річками Парана і Сан-Франсиску.